# Tapeinochilos tomentosus
Tapeinochilos tomentosus är en enhjärtbladig växtart som beskrevs av Theodoric Valeton. Tapeinochilos tomentosus ingår i släktet Tapeinochilos och familjen Costaceae. Inga underarter finns listade.